# Cesarska sauna

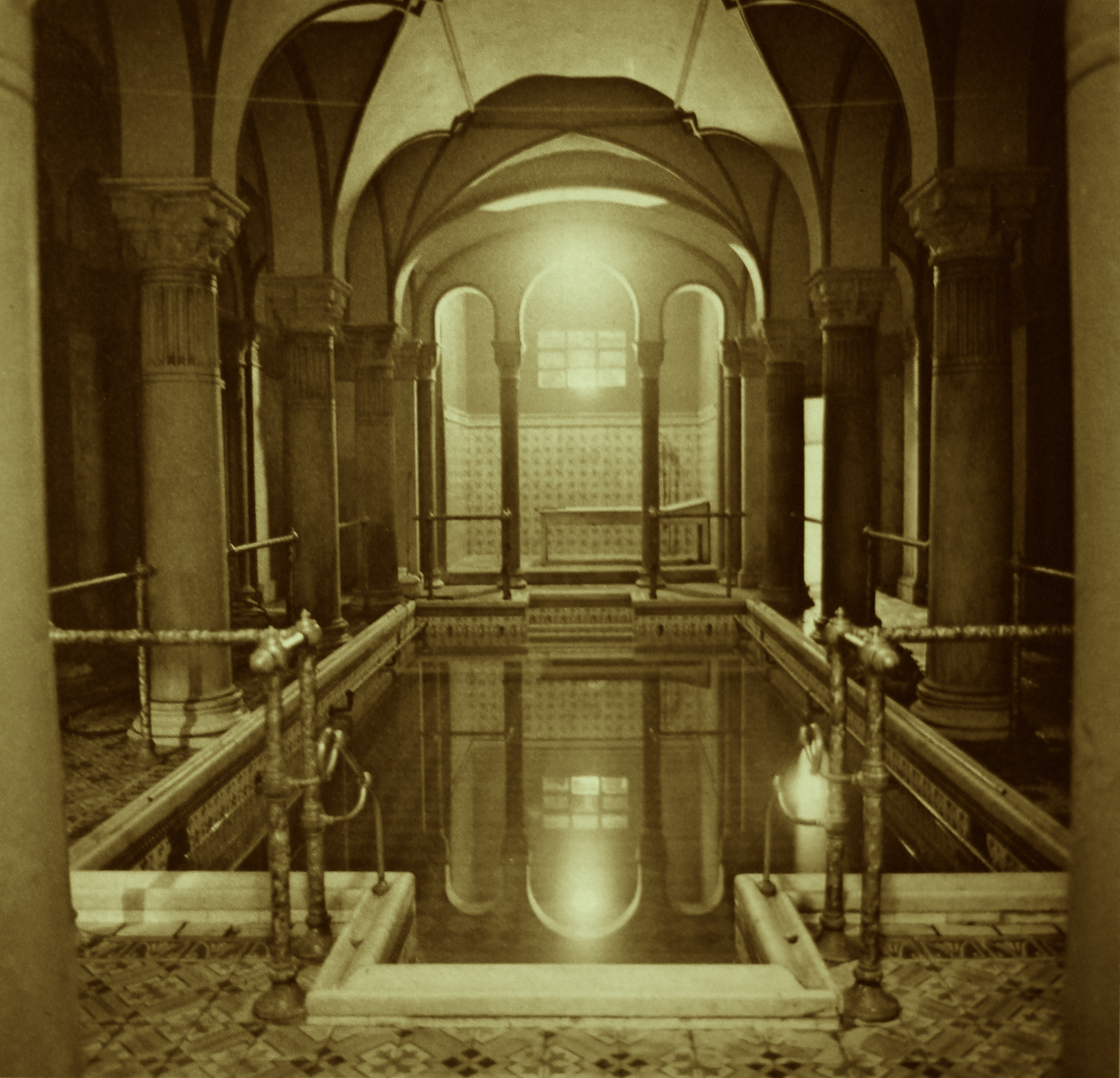
Jeden z basenów (1889)

 Cesarska sauna (niem. Zentralbad) – budowla w Wiedniu.
W latach 1887–1891 istniejąca wcześniej budowla została przebudowana przez wiedeńskiego architekta Antoniego Honusa i nazwana początkowo "Łaźnią Centralną" ("Centralbad"), potem zaś "Cesarską Studnią", na pamiątkę pobytu w tym miejscu trzech monarchów: Franciszka Józefa, Dom Pedro II i Nasir-ad Dina.
Budynek łaźni urządzony został z przepychem. Ściany pokryto freskami pędzla malarza Stefana Riedla, który był potem stałym bywalcem przybytku.

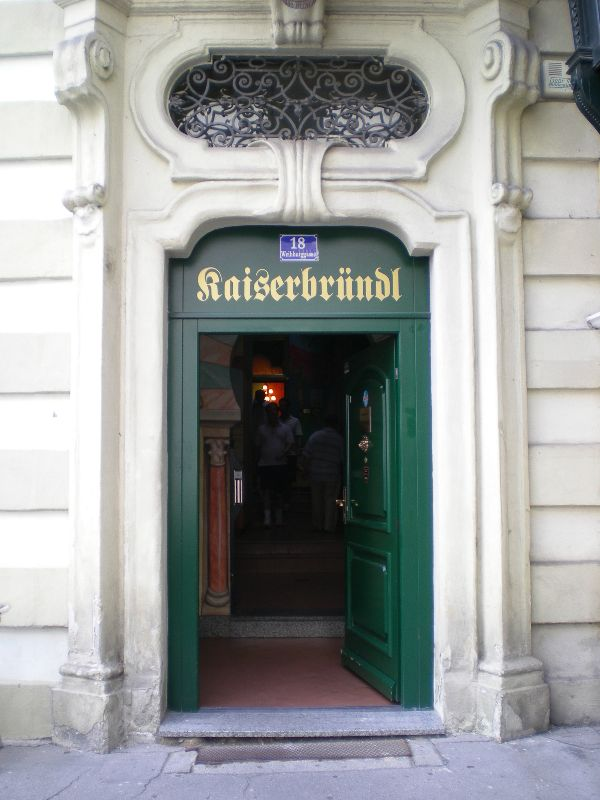
Kaiserbruendl Wiedeń
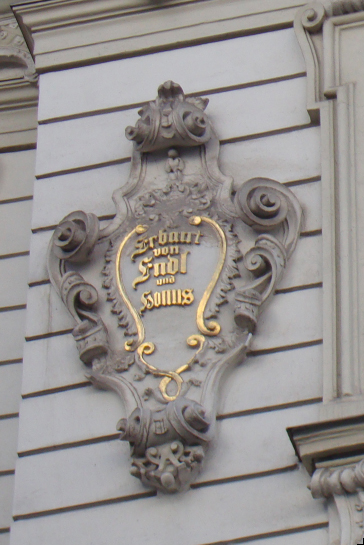
Sygnatura architektów
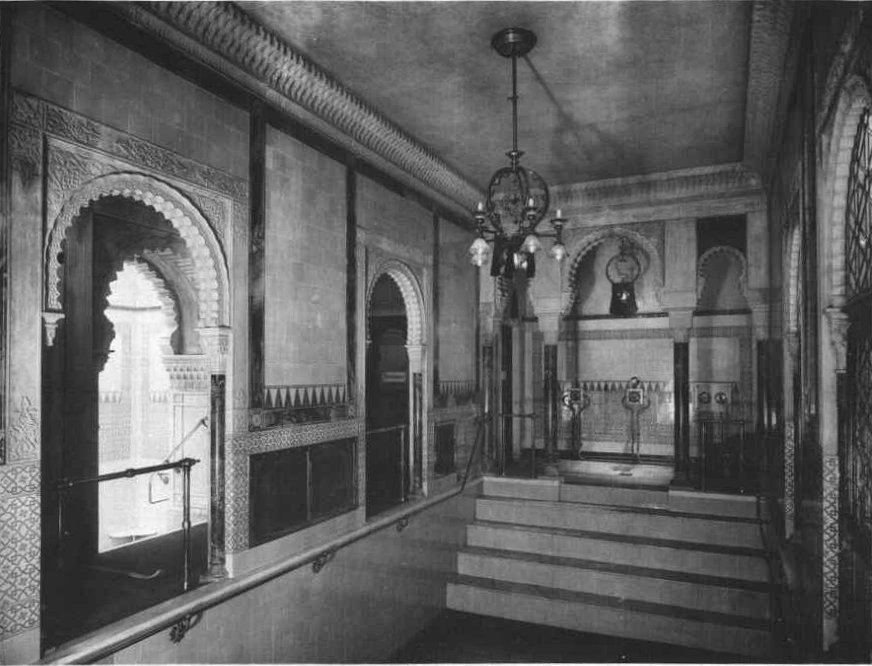
Jeden z basenów (1894)
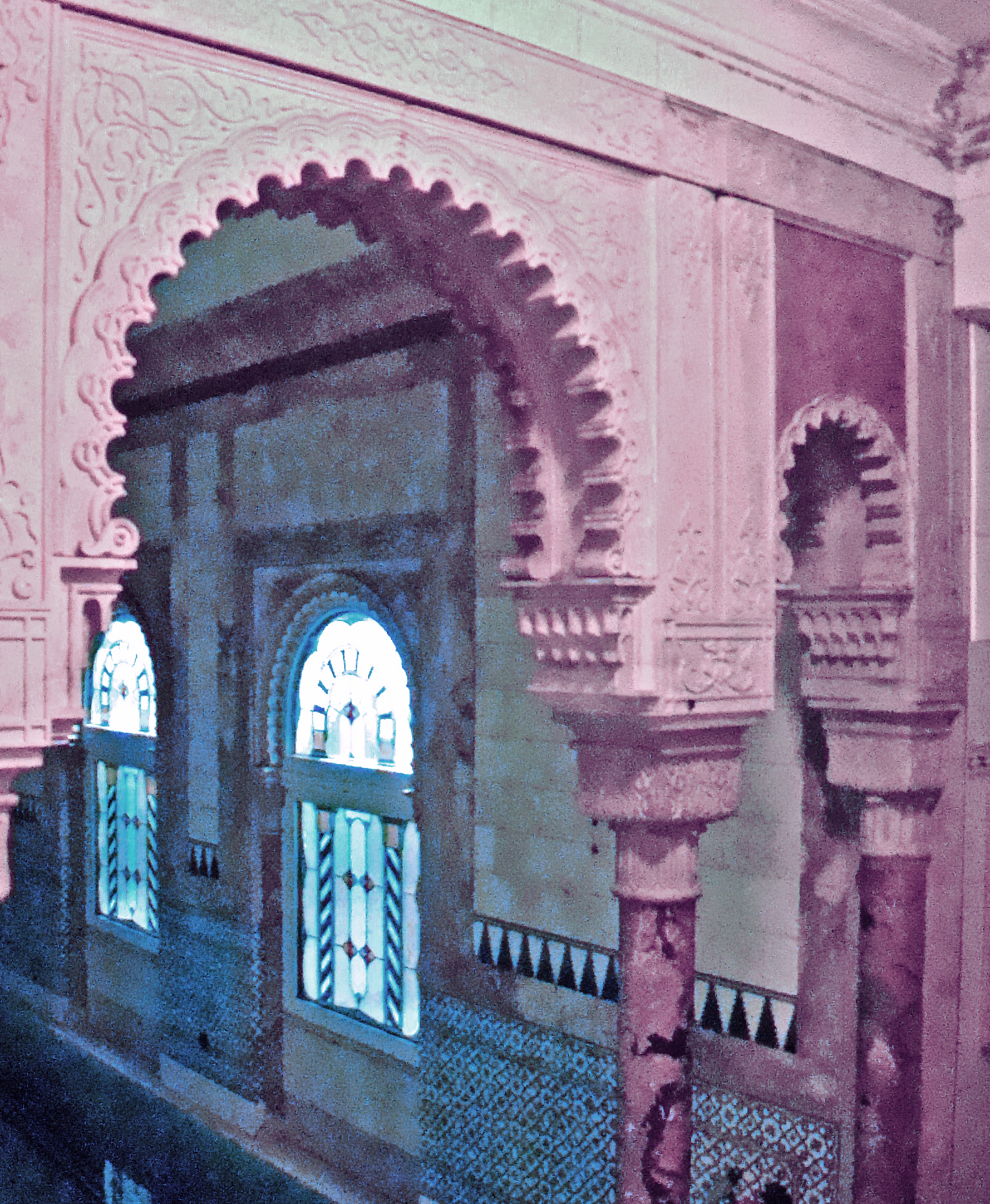
Jeden z basenów (2009)
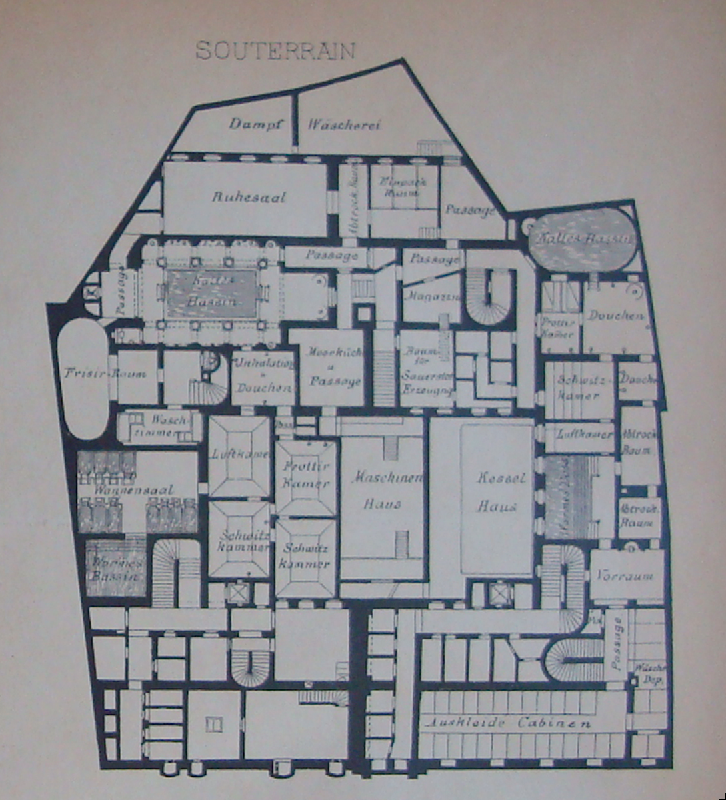
Plan podziemi